# Liste des palais de Rome

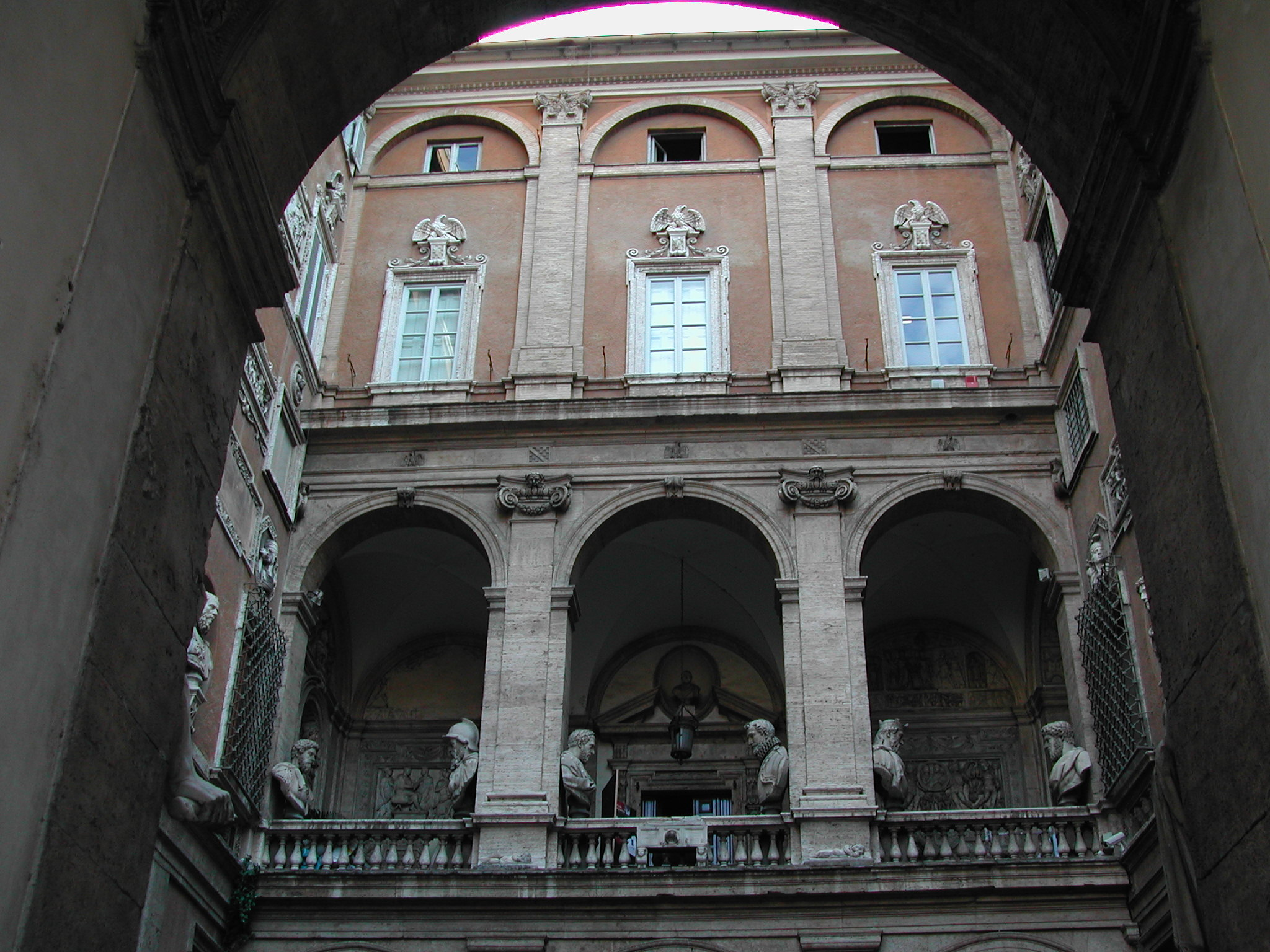
La cour du palais Mattei di Giove.

Cet article recense les principaux palais de Rome. La plupart d'entre eux ont été édifiés du XVe siècle au début du XXe siècle.

## Liste des palais existants

### Palais médiévaux
- Palais des Anguillara
- Casa dei Crescenzi
- Casino Bessarione

### Palais Renaissance
- Palais Alberini
- Palais Alicorni
- Palais Altemps
- Palais apostolique
- Palais del Banco di Santo Spirito
- Galerie Borghèse
- Palais Borromeo
- Palais Cavalieri Ossoli
- Palais de la Chancellerie
- Palais des Conservateurs
- Palazzo dei Convertendi
- Casa Crivelli
- Palais Della Genga
- Palais Della Rovere ou Palazzo dei Penitenzieri
- Palais Farnèse
- Villa Farnesina
- Casa di Fiammetta
- Palais Firenze
- Palais Giraud-Torlonia
- Villa Giulia
- Palais Maccarani Stati
- Palais Madame
- Palais Massimo alle Colonne
- Villa Médicis
- Palais Milesi
- Palais Monte di Pietà
- Palais Neuf
- Villa Pia ou Casina Pio IV
- Palais Sacchetti
- Palais Santacroce a Sant'Angelo
- Palais Sénatorial
- Palais Scanderbeg
- Palais Strozzi Gaddi Niccolini
- Palais Valentini
- Palais Vecchiarelli
- Palais de Venise
- Palais Vidoni Caffarelli

### Palais baroques
- Villa Albani
- Palais Albani Del Drago
- Palais Altieri
- Palais Astalli
- Palais Barberini
- Palais Bonaparte
- Palais Boncompagni Sterbini
- Palais Borghèse
- Palais Caffarelli al Campidoglio
- Palais Chigi
- Palais Chigi-Odescalchi
- Palais Cimarra
- Palais Colonna
- Palais de la Consulta
- Palais Corsini
- Palais de la Daterie
- Palais Doria Pamphilj
- Palais d'Espagne
- Palais Falconieri
- Palais Fonseca a Pigna (Grand Hôtel de la Minerve)
- Palais Gabrielli-Borromeo
- Palais Gambirasi
- Palais Giustiniani
- Palais Grazioli
- Palazzo del Grillo
- Palais du Latran
- Palais Maccarani
- Palais Macchi di Cellere
- Palais Maffei Marescotti (ou Palais du Vicariat)
- Palais magistral
- Palais Mancini
- Palais Mattei di Giove
- Palais de la Minerve
- Palais Montecitorio
- Palais Muti
- Palais Muti Papazzurri
- Palais Nuñez-Torlonia
- Palais Pallavicini Rospigliosi
- Palais Pamphilj
- Palazzo della Panetteria
- Palais Petroni Cenci Bolognetti
- Palais di Propaganda Fide
- Palais du Quirinal
- Écuries du Quirinal
- Palais Ricci
- Palais San Callisto
- Palais San Macuto
- Palais Sciarra Colonna
- Palais Spada
- Palais Zuccari
- Villa Sforza ai Quattro Cantoni

### Palais néo-classiques
- Palais Braschi
- Villa Celimontana
- Palais des expositions de Rome
- Palais Massimo alle Terme
- Villa Torlonia (Rome)
- Casina Valadier
- Palais Wedekind
- Palais de la Manufacture pontificale des tabacs

### Palais humbertins
- Palais de justice
- Palais Calabresi
- Palais Marguerite
- Palais Koch
- Palazzo delle Finanze
- Palais de l'Agriculture
- Palais de l'Istituto Poligrafico e Zecca dello Stato
- Palais de l'AIFA
- Palais Lavaggi Pacelli (Hôtel Tiziano)
- Palais Massimo alle Terme
- Palais Montemartini
- Palais Esercito (Palais du Ministère de la Guerre)
- Palais des Caisses d'Epargne Postales
- Palazzina Reale (Villa Ada)

### Palais éclectiques
- Villa Accademia di Romania
- Palais Aéronautique de Rome
- Palais des Assurances Générales de Venise
- Palais de la Banca Commerciale Italiana
- Palais Baracchini
- Palais Bassi
- Palais Bocconi
- Palais Brancaccio
- Palais de la Caisse des Dépôts et des Prêts
- Palais Caprara
- Palais Chauvet
- Palais Corrodi
- Palais Coppedè (Via Veneto)
- Palais des Examens
- Palais du Gouvernorat du Vatican
- Palais Giorgioli
- Palais du Gouvernorat d'Ostie
- Palais Guglielmi Chiablese
- Palais Guglielmi Gori
- Palais Latmiral
- Palais du Ministère de la Justice
- Palais du ministère de l'Instruction publique
- Palazzo Marina
- Palais Nathan
- Palais Odescalchi Simonetti
- Palais Primoli
- Palazzo delle Poste a Piazza di San Silvestro
- Palazzo del Tritone
- Palais de l'Union Militaire
- Villa Blanc
- Villa Lubin
- Villa Strohl Fern
- Palais du Viminal
- Palazzetto Torlonia a Via Tomacelli

### Art nouveau
- Casina delle Civette
- Villa Astengo
- Palazzetto Calzone
- Palais Canevari
- Casa de' Salvi
- Villa Maraini
- Villa Marignoli
- Villa Wille

### Palais des années 1930
- Palais de la civilisation italienne
- Palais des Offices (EUR)
- Palazzo della Farnesina
- Palais des Archives d'État (EUR)
- Palais de l'INA et de l'INPS (EUR)
- Palais Piacentini
- Palais INAIL
- Palais INA a piazza della Valle
- Palais des Sacrées Congrégations romaines

## Palais aujourd'hui disparus
- Le palais Branconio dell'Aquila dessiné par Raphaël[1]

### En français
- Claudio Rendina, Villas et palais de Rome, Mengès, 1998

### En italien
- Giuseppe Baracconi, I rioni di Roma, Edizioni del Tritone, Roma, 1942
- Giorgio Carpaneto, I palazzi di Roma, Roma, Newton & Compton, 2004  (ISBN 88-541-0207-5)
- Ferruccio Lombardi, Roma-Palazzi, palazzetti e case, Edilstampa, 1991
- Willy Pocino, Le curiosità di Roma, Newton & Compton Editori, Roma 2004 (alla voce Vittorio Emanuele II, pag. 445),  (ISBN 8854100102)
- Claudio Rendina, Le grandi famiglie di Roma, Newton Compton Editori, Roma, 2004
- Claudio Rendina, I palazzi storici di Roma, Newton Compton Editori, Roma 2005
- Romolo A. Staccioli, Guida inedita ai luoghi, ai monumenti e alle curiosità di Roma antica, Newton & Compton Editori, Roma 2000 (alla voce Stabula Factionum, pag. 333),  (ISBN 8881839571)